# Teateråret 1977

## Priser och utmärkelser
- O'Neill-stipendiet tilldelas Ulla Sjöblom
- Thaliapriset tilldelas Börje Ahlstedt

## Årets uppsättningar

### Okänt datum
- Sven Delblancs pjäs Kastrater har premiär på Dramaten i Målarsalen
- Farsen Charleys Tant med Sven Lindberg i huvudrollen gör dundersuccé på Vasan (247 föreställningar)

## Födda
- 8 november - Farnaz Arbabi, svensk regissör och dramatiker föds i Teheran.

## Avlidna
- 18 juni – Holger Löwenadler, 73, svensk scenskådespelare.[1]
- 22 oktober – Erik Strandell, 59, svensk scenskådespelare.